# Cryptophaea saukra
Cryptophaea saukra là loài chuồn chuồn trong họ Euphaeidae (Epallagidae). Loài này được Hämäläinen mô tả khoa học đầu tiên năm 2003.